# Hải quân Liên bang Nga
Hải quân Nga là lực lượng hải quân của Lực lượng Vũ trang Liên bang Nga. Hải quân Nga hiện tại được thành lập vào tháng 1 năm 1992, kế tục Hải quân Cộng đồng các Quốc gia Độc lập, vốn kế kế tục Hải quân Liên Xô sau khi Liên Xô tan rã vào tháng 12 năm 1991.
Hải quân Nga chính quy được Peter Đại đế (Peter I) thành lập vào tháng 10 năm 1696. Được gán cho Peter I là tuyên bố của nó: "Một người cai trị có một quân đội và có một tay, nhưng người có hải quân đều có cả hai."  Các biểu tượng của Hải quân Nga, thánh hiệu Thánh Andrew (nhìn bên phải), và hầu hết các truyền thống của nó được cá nhân Peter I thiết lập.
Cả Tàu Jane's Fighting Ships và Viện Quốc tế Nghiên cứu chiến lược đều không liệt kê các tiền tố tàu tiêu chuẩn cho các tàu các tàu của Hải quân Nga. Đối với các bức ảnh chính thức của Hải quân Hoa Kỳ, đôi khi các tàu Hải quân Nga được gọi là "RFS" - "Tàu Liên bang Nga". Tuy nhiên, Hải quân Nga không sử dụng quy ước này.
Hải quân Nga chiếm phần lớn lực lượng hải quân Liên Xô cũ, và hiện đang bao gồm Hạm đội Phương Bắc, Hạm đội Thái Bình Dương, Hạm đội Biển Đen, Hạm đội Baltic, Hạm đội Caspi, Không quân Hải quân Nga và Lực lượng Duyên hải (bao gồm hải quân đánh bộ, tên lửa và pháo binh bờ biển).
Một chương trình đổi mới vũ khí được phê duyệt năm 2007 đã đặt sự phát triển của hải quân trên một nền tảng bình đẳng với các lực lượng hạt nhân chiến lược lần đầu tiên trong lịch sử Liên Xô và Nga. Chương trình này, bao gồm giai đoạn cho đến năm 2015, dự kiến sẽ thấy sự thay thế của 45 phần trăm của hàng tồn kho của Hải quân Nga. Trong số 4,9 nghìn tỷ rúp (192,16 tỷ đô la) được phân bổ cho hậu quả quân sự, 25 phần trăm sẽ đi vào việc chế tạo các con tàu mới. "Chúng tôi đã xây dựng thực tế như nhiều tàu như chúng tôi đã làm trong thời Xô Viết," Phó Thủ tướng thứ nhất Sergei Ivanov cho biết trong một chuyến thăm Severodvinsk vào tháng 7 năm 2007, "Vấn đề bây giờ không thiếu tiền, nhưng làm thế nào để tối ưu hóa sản xuất để hải quân có thể nhận được tàu mới ba, không phải năm, năm sau khi đặt yêu cầu".
Hải quân Nga bị thiệt hại nặng nề kể từ khi Liên Xô tan rã do thiếu bảo trì, thiếu kinh phí và tác động tiếp theo đến việc đào tạo nhân sự và thay thế kịp thời thiết bị. Một trở ngại khác là do ngành công nghiệp đóng tàu trong nước của Nga bị suy giảm do khả năng xây dựng phần cứng hiện đại một cách hiệu quả. Một số nhà phân tích thậm chí còn nói rằng vì khả năng hải quân của Nga đã phải đối mặt với một sự sụp đổ "không thể đảo ngược" chậm nhưng chắc chắn. Một số nhà phân tích nói rằng sự tăng giá gas và dầu gần đây đã kích hoạt một loại phục hưng của Hải quân Nga do tăng quỹ sẵn có, điều này có thể cho phép Nga bắt đầu "phát triển năng lực hiện đại hóa". Vào tháng 8 năm 2014, Bộ trưởng Quốc phòng Sergei Shoigu nói rằng khả năng hải quân Nga sẽ được củng cố bằng vũ khí và trang thiết bị mới trong vòng 6 năm tới nhằm đáp ứng với việc triển khai NATO ở Đông Âu và những diễn biến gần đây ở Ukraina.

## Trang bị

### Tàu mặt nước
1. Ba Lan - Tàu đổ bộ lớp Polnocny: 6 chiếc
2. Nga - Tàu tuần tra cao tốc Mirage
3. Liên Xô - Đô đốc Vinogradov (tàu khu trục): hiện thuộc biên chế của Hạm đội Thái Bình Dương

### Từng sử dụng
1. Nga - Tàu đổ bộ đệm khí lớp Murena: 3 chiếc, loại biên năm 1995

## Căn cứ chính
- Căn cứ chính của Hạm đội biển Đen - Sevastopol (Krym)

- Ngoài ra còn có căn cứ tại Ochamchire (Cộng hòa Abkhazia)
- Căn cứ chính của Hạm đội Thái Bình Dương - Vladivostok

- Ngoài ra còn các căn cứ tại Vilyuchinsk bán đảo Kamchatka
- Căn cứ chính của hạm đội Baltic đặt tại Sankt Petersburg

- các căn cứ khác đặt tại Kaliningrad
- căn cứ chính của Hạm đội phương Bắc - Severomorsk
- căn cứ chính của Chi hạm đội biển Caspi - Astrakhan